# シカゴ (バンド)
シカゴ（Chicago）は、アメリカのロックバンドであり、ロック･バンドにブラス・セクションを取り入れた形式のバンドとして有名な存在である。
同じジェイムズ・ウィリアム・ガルシオがプロデュースしたバンド、ブラッド・スウェット・アンド・ティアーズと共に“ブラス・ロック”のパイオニアと称された。
80年代、AOR路線へ方向転換したがファンの支持は高く成功を収めた。
代表曲に「ぼくらに微笑を」「ビギニングス」「サタデイ・イン・ザ・パーク」「君とふたりで」「素直になれなくて」「君こそすべて」など多数。
シカゴで結成されたが、プロ・デビュー後の活動拠点はロサンゼルスである。

## 来歴
1967年2月15日にウォルター・パラゼイダー (Woodwinds)、ロバート・ラム (Vo,Key)、テリー・キャス (Vo,G)、ジェイムズ・パンコウ (Tb)、リー・ロックネイン (Tp)、ダニー・セラフィン (Ds)により結成。当時のバンド名は「ビッグ・シング」。同年の後半にピーター・セテラ (Vo,B)が加入した。
1969年にジェイムズ・ウィリアム・ガルシオのプロデュースにより「シカゴ・トランジット・オーソリティ」としてコロムビア・レコードからデビュー。4月、アルバム『シカゴの軌跡』を発売し、Billboard 200で最高位17位を獲得。
1970年1月、シカゴ交通局からの苦情により現在の「シカゴ」へとバンド名を変更し、『シカゴと23の誓い (シカゴⅡ)』を発売。アルバムからはシングル『長い夜』がヒットした。また、アルバムには「ぼくらに微笑みを」「クエスチョンズ67/68」、「ビギニングス」、「いったい現実を把握している者はいるだろうか？」などの曲が収録された。
1971年1月には『シカゴIII』を発売し、全米2位を獲得。11月にはライブ・アルバムである『シカゴ・アット・カーネギー・ホール』を発売し、全米3位を獲得。続く1972年7月には『シカゴV』から「サタデイ・イン・ザ・パーク」、「ダイアログ (パート1 & 2)」がヒットし、バンド史上初の全米1位を獲得した。また、同年の大統領選挙ではポール・サイモンらとともに反戦候補のジョージ・マクガヴァンを熱心に支援するなど、当時は政治的な歌詞を持つ曲が多かったが、徐々にその特徴は影を潜めた。
1973年6月、ロッキー山脈にスタジオを変え、『遙かなる亜米利加』を発売。アルバムからは「愛のきずな」「君とふたりで」などがヒットした。なお、ロッキー山脈で活動する姿はアメリカのテレビ番組「シカゴ・イン・ザ・ロッキーズ」として記録されており、その一部分は後のドキュメンタリー映画などにも使用されている。
1974年3月には『シカゴⅦ 市俄古への長い道』を発売するが、その内容はジャズやラテン音楽を意識したものになっており、従来の音楽性を望む声も多かった。翌1975年3月には『シカゴⅧ 未だ見ぬアメリカ』を発売、「オールド・デイズ」などの楽曲で従来のシカゴらしいブラス・ロックを復活させたが、同アルバムからAOR、ポップス路線へと移行し始め、1976年6月には『シカゴX カリブの旋風』からラブ・バラードである「愛ある別れ」が大ヒット、全米ナンバーワンを記録するが、バンドのリーダーであるテリー・キャスやロバート・ラムはこのような音楽性に反対した。
1977年9月、アルバム『シカゴXI』を発表し、シングル「朝もやの二人」がヒットした。ポップス路線の楽曲に加え、従来のシカゴらしいナンバーや社会風刺が再び取り入れられたが、デビューから活動を共にしてきたプロデューサーのガルシオを、金銭問題により解雇せざるを得なくなった。また翌1978年1月にはテリー・キャスが拳銃暴発事故(自動式拳銃の薬室に残った弾丸の誤発射)によって死亡してしまい、バンドは低迷期に突入することになる。なお、キャスの死後、バンドは解散や改名を考えたというが、リーダーを新しく立てずにシカゴとして活動再開を決意する。
1978年9月、ギターに新しくドニー・デイカスが起用され、キャスの死後初となるアルバム『ホット・ストリート』を発売。しかし音楽性がディスコ・ミュージックに移行したとして評論家から批判され、1979年8月の『シカゴ13』、1980年7月のトム・ダウドプロデュースによる『シカゴXIV』も共に失敗に終わる。
1980年代に入ると、フル・ムーン (WEA系) に移籍。セラフィンの友人であったビル・チャンプリンの紹介によりデイヴィッド・フォスターをプロデューサーに迎え、1982年5月には『ラヴ・ミー・トゥモロウ (シカゴ16)』から「素直になれなくて (Hard to Say I'm Sorry)」（1982年ビルボード年間12位）、続く1984年5月の『シカゴ17』からは「君こそすべて」など、ラブ・バラード路線の楽曲が大ヒットを記録し、再ブレイクを果たした。しかし、シカゴ再建を託されたフォスターは参加当初から自分のカラーを強く押し出し、主張の合うセテラとのみ交流し、その他のメンバーとは距離を置いていたため常に不協和音が存在していた。後年になって、フォスター自身が「あの時はいろいろ申し訳なかった」と述懐している。特にフォスターが手掛けた『17』については曲作り、アレンジ、演奏が、もはやシカゴのアルバムである以上にフォスターのアルバムであるというのが21世紀に入ってからの論評である。
1985年、バンドの顔であったセテラが、ソロ活動に専念するため脱退。新ボーカリストのジェイソン・シェフが加入するものの、フォスターによる主導は続き、1986年9月の『シカゴ18』も共にラブ・バラード、AOR路線で、前2作ほどではないがヒットを記録した。それまでの5年間でビジネス的にはバンド史上最高に稼いだが、不協和音は増大し遂にメンバーはフォスターと袂を分かつ。1988年6月の『シカゴ19』はフォスターの影響下から離れた作品であったが、レコード会社の意向によりラブ・バラード、AOR路線は継続された。この後、10年ほどバンドは様々な混乱に陥ることとなる。
1991年1月、新しくプロデューサーを迎え21作目のアルバム『シカゴ21』を発売。しかし売り上げが非常に悪かったことからバンドとレコード会社の関係が悪化し、『シカゴ22』として製作された次作『ストーン・オブ・シシファス』はレコード会社の希望する路線と異なっていたことから、アルバム発売が中止されてしまう。これがきっかけとなり、バンドはジャイアント・レコードへ移籍。1995年5月にはビッグバンド・ジャズのカヴァー集であるアルバム『ナイト・アンド・デイ〜ビッグ・バンド』を発売した。
1998年8月、初のホリデイ・アルバム『シカゴ25〜クリスマス・アルバム〜』を発売。プロモーション活動も精力的に行い、同時期のベスト・アルバム数枚も大ヒットを記録した。
2004年、アース・ウィンド・アンド・ファイアーとのジョイント・コンサートを開催し、成功を収める。ロバート・ラムは後にこのコンサートを「近年では一番好きなライブ」と語っている。
2006年3月、ジェイ・ディマーカスをプロデューサーに迎え、15年ぶりのオリジナル・アルバムである『シカゴXXX』を発売。また、2008年6月には、かねてからお蔵入りとなっていた『シカゴ22』が『シカゴ32 ストーン・オブ・シシファス』としてリマスターされ発売された。
2014年7月、8年ぶりのオリジナル・アルバムである『シカゴ36"NOW"』を発売。
2016年4月、ロックの殿堂入りを果たした。授賞式でのパフォーマンスでは「サタデイ・イン・ザ・パーク」「いったい現実を把握している者はいるだろうか？」「長い夜」の三曲を披露し、元ドラマーのセラフィンも演奏に参加した。同じく元メインボーカリストのセテラも式典でプレイしたいと発言していたが、ラム曰く、自分のバンドの楽曲を演奏したがっていたこと、「長い夜」のキーをAからEに下げたがっていたこと（ブラスがあるためこのような大きなキーチェンジは難しかった）などの理由でバンド側との話し合いが決裂し、式典に出席することはなかった。
2017年1月1日、米CNNにおいて2013年に撮影されたシカゴのドキュメンタリー映画『ザ・ヒストリー・オブ・シカゴ ナウ・モア・ザン・エヴァー』が公開され、後に海外でDVDも発売された（日本では2022年2月に発売予定である）。また、同年にはラム、パンコウ、セテラがソングライターの殿堂入りを果たした。
2018年からメンバーが大きく入れ替わり、新型コロナウイルスの影響でライブ活動がストップしたものの、現在ではツアーを精力的に行い、ラムは2022年の1月〜4月の間にニュー・アルバム『シカゴ38』の発売を公言している。

## メンバー

### 前期
前身となったバンド「ビッグ・シング」は、ロバート・ラム(Vo,Key)、テリー・キャス(Vo,G)、ジェイムズ・パンコウ(Tb)、ウォルター・パラゼイダー(Woodwinds)、リー・ロックネイン(Tp)、ダニー・セラフィン(Drums)の6人で結成され、さらにピーター・セテラ(Vo,Bass)が加わった。
その後、元セルジオ・メンデスのメンバー、ラウヂール・ヂ・オリヴェイラ(Perc)が加入（アルバムへの参加はVIIから14まで）。アルバム『XI』のリリース後には、テリー・キャスが死亡している。またアルバム『Hot Streets(12)』で元スティーヴン・スティルスのバンドメンバー、ドニー・デイカス(Vo,G)が参加するが、アルバム『13』のリリース後、ほどなく解雇される。

### 後期
アルバム『16』より、元サンズ・オブ・チャンプリンのビル・チャンプリン(Vo,Key,G)が参加する。『16』『17』『18』のプロデューサーだったデビット・フォスターはレコード上においては完全にもうひとりのシカゴであり、キーボードの大部分はフォスターが弾いていた。
『17』ではクレジットのみ、クリス・ピニック(G)がメンバーとして表記される（ちなみに、アルバム内ジャケットにあるメンバーの集合写真にはクリスを含まない7人のみが写る）。
『17』を最後に、当時のシカゴのヒット曲でヴォーカルを担当していたピーター・セテラ(Vo,b)がソロ活動に専念するため、脱退。代わって『18』より元キーンのジェイソン・シェフ(Vo,b)が加入。
『19』を最後に、オリジナル・メンバーであるダニー・セラフィン(Drums)が解雇される。理由としては1989年に行ったロンドン公演でダニーは妻とロンドン観光に出かけリハーサルを無断欠席、挙句には時差ボケもあり、その日のライブは酷い物になった。そこでメンバーと喧嘩になりバンド側から解雇されたという。ロバート・ラムによれば「彼は音楽以外のビジネスなどにのめり込み、バンドのことを考え出さなくなった。彼はバンドを2つに分けてしまう可能性があったし、辞めさせざるをえなかった。」『19』でセッション参加していたドウェイン・ベイリー(G)は、『TWENTY 1』より正式メンバーとなる。
『ナイト・アンド・デイ』製作中にはドウェイン・ベイリーが解雇され、代わってキース・ハウランド(G)がメンバーとして迎えられる。なお、このアルバムのレコーディングにはブルース・ガイチ(G)が参加。2006年3月には『XXX』が『TWENTY 1』以来15年ぶりとなる全曲新作のオリジナル・アルバムとしてリリースされるが、健康問題により、リー・ロックネイン(Tp)はレコーディングには参加していない。
2009年8月、ビル・チャンプリン(Vo,Key,G)が脱退。理由としてはビル・チャンプリン本人が、「ここにいる観客が来た理由は一つしかない、自分を見に来ている」と発言したためだという。ルー・パーディニ(Vo,Key)がメンバーに加入し、チャンプリンが担当していたボーカル（I'm a manの3番手など）も引き継いでいる。2009年、トリス・インボーデンがガンによる病気療養の間、ドリュー・ヘスターが代役でドラムを担当した。インボーデンの復帰後、ヘスターは、パーカッションとしてライブに参加しており、正式メンバーに近い活動をしていた。
2012年、ドリュー・ヘスターが離れ、ウォルフレッド・レイエス Jr.がパーカッション担当の正式メンバーとして加入した。
2016年5月、長年ピーター・セテラの後任として活躍してきたジェイソン・シェフが、家族の健康上の理由で脱退し、ジェフ・コーフィーが加入した。ジェフ・コーフィーは元メンバーのピーター・セテラ、ジェイソン・シェフ（アース・ウィンド・アンド・ファイアーとのジョイント時を含む）のパートを引き継いでいる。
2017年12月、ウォルター・パラゼイダーがバンドから正式に脱退し、2005年から代役を務めてきたレイ・ハーマンが正式メンバーとして迎えられる。なお、パラゼイダーは2016年にツアーからの引退を表明しており、ロバート・ラムは『ニュージャージー・ヘラルド』紙のインタビューより、「ウォルターは心臓の状態によりツアーからは脱退している。シカゴは現在『シカゴ37』を製作中であるが、そこにウォルターが参加できるかは不明である」と語っていた。
2018年1月17日、ドラムスのトリス・インボーデンがシカゴを脱退、ツアーにこれ以上同行しないことを明かした。理由としては妻ともっと時間を過ごしたいとのこと。
2018年1月19日、ベースのジェフ・コーフィーが脱退。元ドラムスのトリスと同じように家族との時間を大切にしたいということである（2018年1月22日、元ベースのジェイソン・シェフが自身のFacebookを更新し、彼に感謝のメッセージを送り、ピーター・セテラも1985年に自分に同様のことをしてくれたことを明かした）。
同日、新メンバーが発売された。ドラムスには、パーカッションとして在籍していたウォルフレッド・レイエス Jr. が務めることになり、リードボーカルには、今まで通りのベースが弾けて高音が出せるプレーヤーを選ばず、カナダのニール・ドネルが選ばれた。彼はシカゴのカバーをハイレベルで行っており、シカゴのライブにもゲストプレーヤーとして「You're the Inspiration」を歌ったことがある。ベースにはブレット・シモンズが加入し、パーカッションにはウォルフレッド・レイエスの弟であるダニエル・レイエスが参加した。
その後、一時的なメンバーだったダニエル・レイエスはツアーを離れ、2018年のツアーより、ラモーン・イスラスが加入した。
2021年11月15日、ギターのキース・ハウランドが転倒により手首を骨折し、同年12月1日、正式にバンドからの脱退を表明した。それに伴い代役はピーター・セテラの元ギタリストであるトニー・オブロータが務め、後に正式加入した。
2022年1月21日、ヴォーカル、キーボードのルー・パーディニが脱退。
2022年5月、ベースのブレット・サイモンズが脱退。後任はエリック・ベインズ。

## ディスコグラフィ

### スタジオ・アルバム
| 年   | 邦題                                 | 原題                                 | 最高位 (US) |
| ---- | ------------------------------------ | ------------------------------------ | ----------- |
| 1969 | シカゴI (シカゴの軌跡)               | The Chicago Transit Authority        | 17          |
| 1970 | シカゴII (シカゴと23の誓い)          | Chicago                              | 4           |
| 1971 | シカゴIII                            | Chicago III                          | 2           |
| 1972 | シカゴV                              | Chicago V                            | 1           |
| 1973 | シカゴVI (遥かなる亜米利加)          | Chicago VI                           | 1           |
| 1974 | シカゴVII (市俄古への長い道)         | Chicago VII                          | 1           |
| 1975 | シカゴVIII (未だ見ぬアメリカ)        | Chicago VIII                         | 1           |
| 1977 | シカゴX (カリブの旋風)               | Chicago X                            | 3           |
| 1978 | シカゴXI                             | Chicago XI                           | 6           |
| 1979 | ホット・ストリート                   | Hot Streets                          | 12          |
| 1979 | シカゴ13                             | Chicago 13                           | 21          |
| 1980 | シカゴ14                             | Chicago XIV                          | 71          |
| 1982 | ラヴ・ミー・トゥモロウ (シカゴ16)    | Chicago 16                           | 9           |
| 1984 | シカゴ17                             | Chicago 17                           | 4           |
| 1986 | シカゴ18                             | Chicago 18                           | 35          |
| 1988 | シカゴ19                             | Chicago 19                           | 37          |
| 1991 | シカゴ21                             | Twenty 1                             | 66          |
| 1995 | ナイト・アンド・デイ～ビッグ・バンド | Night & Day: Big Band                | 90          |
| 1998 | シカゴ25 ～クリスマス・アルバム～    | Chicago XXV: The Christmas Album     | 47          |
| 2006 | シカゴXXX                            | Chicago XXX                          | 41          |
| 2008 | シカゴ32 ストーン・オブ・シシファス  | Chicago XXXII: Stone of Sisyphus     | 122         |
| 2011 |                                      | Chicago XXXIII: O Christmas Three    | 170         |
| 2013 |                                      | Chicago XXXV: The Nashville Sessions |             |
| 2014 | シカゴ36"NOW"                        | Chicago XXXVI: Now                   | 82          |
| 2019 |                                      | Chicago XXXVII: Chicago Christmas    |             |

### シングル
- Questions 67 and 68 (1969年)
- Beginnings (1969年)
- Make Me Smile (1970年)　- ぼくらに微笑みを
- 25 or 6 to 4 (1970年)　- 長い夜
- Does Anybody Really Know What Time It Is? (1970年)　- いったい、現実を把握している者はいるだろうか？
- Free (1971年)　- 自由になりたい
- Lowdown (1971年)
- Beginnings (1971年)
- Questions 67 and 68 (1971年)
- Saturday in the Park (1972年) - サタデイ・イン・ザ・パーク
- Dialogue (Part I & II) (1972年)
- Feelin' Stronger Every Day (1973年)　- 愛のきずな
- Just You 'N' Me (1973年)　- 君とふたりで
- (I've Been) Searchin' So Long (1974年)　- 遥かなる愛の夜明け
- Call On Me (1974年)　- 君は僕のすべて
- Wishing You Were Here (1974年) - 渚に消えた恋
- Harry Truman (1975年)　- 拝啓、トルーマン大統領
- Old Days (1975年) - 追憶の日々
- Brand New Love Affair (Part I & II) (1975年) - 明日のラブ・アフェア
- Another Rainy Day In New York City (1976年) - 雨の日のニューヨーク
- If You Leave Me Now (1976年)　- 愛ある別れ
- You Are On My Mind (1977年) - 君のいない今
- Baby, What A Big Surprise (1977年) - 朝もやの二人
- Little One (1978年) - 愛しい我が子へ
- Take Me Back To Chicago (1978年) - シカゴへ帰りたい
- Alive Again (1978年)
- No Tell Lover (1978年)
- Gone Long Gone (1979年)
- Must Have Been Crazy (1979年)
- Street Player (1979年)
- Song For You (1980年)
- Thunder And Lightning (1980年)
- Hard to Say I'm Sorry (1982年)　- 素直になれなくて
- Love Me Tomorrow (1982年)
- What You're Missing (1983年)
- Stay the Night (1984年)
- Hard Habit to Break (1984年) - 忘れ得ぬ君へ
- You're the Inspiration (1984年) - 君こそすべて
- Along Comes a Woman (1985年) - いかした彼女
- 25 or 6 to 4 (New Version) (1986年) - 長い夜
- Will You Still Love Me? (1986年) - スティル・ラブ・ミー
- If She Would Have Been Faithful... (1987年) - フェイスフル
- Niagara Falls (1987年)
- I Don't Wanna Live Without Your Love (1988年) - （作曲：ダイアン・ウォーレン）、全米3位
- Look Away (1988年) - （作曲：ダイアン・ウォーレン）、全米１位
- You're Not Alone (1989年)
- We Can Last Forever (1989年)
- What Kind Of Man Would I Be? (1989年)
- Hearts In Trouble (1990年)
- Chasin' the Wind (1991年)
- Explain It to My Heart (1991年)
- You Come To My Senses (1991年)
- Dream a Little Dream of Me (1995年)
- Here In My Heart (1997年)
- The Only One (1997年)
- All Roads Lead to You (1998年)
- Show Me a Sign (1998年)
- Back to You (1999年)
- Feel (2006年)
- Love Will Come Back (2006年)
- Let's Take a Lifetime (2008年)
- My Favorite Things (2011年)
- All Over the World（2019年）
- Sleigh Ride 2019（2019年）

## 映画/ラジオ番組・TV番組での楽曲使用
- 「サタデイ・イン・ザ・パーク」：Saturday in the Park
  - NHK『土曜スタジオパーク』のテーマ曲
  - アール・エフ・ラジオ日本『山本さゆりのミュージックパーク』のテーマ曲
- 「追憶の日々」：Old Days
  - アール・エフ・ラジオ日本『山本さゆりのミュージックパーク』のエンディング曲
- 「素直になれなくて」: Hard to Say I'm Sorry /Get Away (Get Away のバージョンは異なる)
  - 映画『青い恋人たち』主題歌（1982年）
- 「Prima Donna」
  - 映画『セカンド・チャンス』（1983年）
- 「Hearts in Trouble」
  - 映画『デイズ・オブ・サンダー』（1990年）
- 「Moonlight Serenade」
- 「Tell Me」
  - 映画『グライド・イン・ブルー』（1973年）
- 「愛ある別れ」：If You Leave Me Now
  - 映画『ショーン・オブ・ザ・デッド』（2004年）
- 「You're the Inspiration」
  - 映画『デッドプール』（2016年）

## 日本公演
1971年
- 6月13日・14日 - フェスティバルホール、16日 日本武道館

1972年
- 6月7日・8日 日本武道館、10日・11日 フェスティバルホール、12日 愛知県体育館、13日 京都会館、14日 フェスティバルホール

1973年
- 4月6日・7日 北海道厚生年金会館、9日・10日 日本武道館、12日 広島郵便貯金会館、13日 福岡市九電記念体育館、16日 京都会館、17日 愛知県体育館、18日-20日 大阪厚生年金会館

1984年
- 1月8日 NHKホール、9日・10日 日本武道館、14日 福岡国際センター、17日 横浜文化体育館、18日 愛知県体育館

1987年
- 4月26日・27日 日本武道館、30日 大阪城ホール、5月1日,2日 名古屋市公会堂、3日 神奈川県民ホール、6日 静岡市民文化会館

1989年
- 9月12日 名古屋レインボーホール、13日 神戸国際会館、14日 大阪厚生年金会館、15日 香川県県民ホール、17日 福岡サンパレス、20日・21日 日本武道館

1993年
- 2月12日 日本武道館、13日 フェスティバルホール

1995年
- 12月15日 日本武道館、16日 愛知県芸術劇場、17日 神戸国際会館、19日 北海道厚生年金会館、21日 金沢市観光会館、22日 大宮ソニックシティ

2000年
- 10月30日 愛知県芸術劇場、11月1日 フェスティバルホール、4日 静岡市民文化会館、6日・7日 東京国際フォーラム

2003年
- 1月27日 愛知県芸術劇場、28日 静岡市民文化会館、29日 フェスティバルホール、31日・2月1日 東京国際フォーラム

2008年 ヒューイ・ルイス&ザ・ニュースとジョイントコンサート
- 4月14日 広島厚生年金会館、15日 大阪厚生年金会館、17日 中京大学文化市民会館、19日・20日 東京国際フォーラム、22日 パシフィコ横浜

2010年
- 2月19日・20日 東京国際フォーラム、21日 神戸国際会館こくさいホール

2012年
- 10月20日 東京国際フォーラム、22日 オリックス劇場（大阪）、24日 新潟県民会館

2016年
- 1月9日 大阪国際会議場、12日 刈谷市総合文化センター、15日 パシフィコ横浜、16日 仙台イズミティ21